# Stiftung Balm
Die Stiftung Balm ist eine als privatrechtliche Stiftung geführte Non-Profit-Organisation mit Sitz in Rapperswil-Jona, Kanton St. Gallen. Die Stiftung gestaltet ein  Angebot in den Bereichen Lernen, Arbeiten und Wohnen mit und für Menschen mit Behinderung. Basierend auf ihren Leitsätzen ist das Ziel der Stiftung die Verwirklichung einer Gesellschaft, so wie sie die UN-Behindertenrechtskonvention anstrebt.

## Geschichte
1956 gründete das Rapperswiler Ehepaar Gertrud und Walter Hofstetter mit rund 50 weiteren Personen die "Heilpädagogische Vereinigung Rapperswil-Jona", mit dem Ziel, Schüler mit einer geistigen Beeinträchtigung angemessen fördern zu können. Nach der Gründung der Schule stieg auch die Nachfrage an betreuten Arbeitsplätzen als Anschlusslösung, weshalb eine Textil- und Industriewerkstatt eröffnet wurde. Um auch Wohn- und Beschäftigungsplätze anbieten zu können, wurde 1969 die Stiftung "Heilpädagogisches Schulungszentrum Rapperswil-Jona" gegründet, welche 1995 zu "Stiftung Balm" umbenannt wurde. Die Stiftung erweiterte  ihr Spektrum. Es wurden in Rapperswil und Schänis weitere Standorte der Heilpädagogische Schule eröffnet, in verschiedenen Bereichen neue Arbeitsplätze angeboten und externe Wohngruppen gegründet. Das Schul-, Arbeits-, Beschäftigungs- und Wohnangebot der Stiftung passt sich laufend den Bedürfnissen der  Klienten sowie den gesellschaftlichen und wirtschaftlichen Anforderungen an.

## Organisation
Die Stiftung Balm gehört zu den grössten Institutionen für Menschen mit einer geistigen Beeinträchtigung im Kanton St. Gallen. Die Stiftung beschäftigt gegen 350  Mitarbeitende. Den rund 360  Klienten bietet die Stiftung rund 110 Wohnplätze und 85 Beschäftigungsplätze an. Sie unterhält zudem ungefähr 150 betreute Arbeitsplätze und 15 Ausbildungsplätze in 9 verschiedenen Arbeitsbereichen. Knapp 100  Schüler besuchen den Unterricht der Heilpädagogischen Schule. Handelsregisteramt Kanton St. Gallen, Nummer: CH-320.7.010.509-2

## Schwerpunkte

### Heilpädagogische Schule
Die Heilpädagogische Schule der Stiftung Balm widmet sich  Schülern mit einer kognitiven Beeinträchtigung. Die  Schüler werden individuell gefördert, professionell betreut und zu grösstmöglicher Selbstständigkeit hingeführt. Das Angebot beinhaltet Kindergarten, Unter- und Mittelstufe sowie auch eine Oberstufe.

### Wohnen
Den  Klienten der Stiftung Balm stehen, je nach Grad der Beeinträchtigung und ihren Bedürfnissen, verschiedene Wohnangebote zur Verfügung. Neben dem Wohnheim, welches auf durchgehende Betreuung ausgelegt ist und den Alltag mit Aktivitäten in Beschäftigungsgruppen strukturiert, unterhält die Stiftung ebenso externe Wohngemeinschaften. Die Stiftung unterstützt Menschen mit Behinderung dabei, möglichst selbstbestimmt zu wohnen und Eigenverantwortung zu übernehmen, ihren Alltag zu gestalten und sich in ihrer Freizeit zu entfalten. In der stiftungseigenen Wohnschule lernen Menschen mit einer kognitiven Beeinträchtigung, einen eigenen Haushalt zu führen und ihr Leben selbstständig zu gestalten.

### Beschäftigung
Die Stiftung bietet diverse Beschäftigungsprogramme an und unterstützt  Klienten bei deren Alltags- und Freizeitgestaltung. Auf dem Wohnheim-Areal befindet sich der Balmhof, auf welchem Tiergestützte Interventionen angeboten werden sowie ein Hallenbad und eine Turnhalle, welche zu therapeutischen und sportlichen Zwecken dienen.

### Produktion und Dienstleistung
Je nach individueller Leistungsfähigkeit der  Klienten bietet die Stiftung Balm diverse betreute Arbeitsplätze an. Die Ausbildung und Förderung der  Klienten wie auch ihre Integration auf dem Arbeitsmarkt stehen im Mittelpunkt. Der Bereich Produktion und Dienstleistungen ist seit 2001 zertifiziert nach ISO 9001. Die Stiftung ist in verschiedenen Branchen tätig:
- Industriewerkstatt
- Werkatelier
- arte e fiori
- Gärtnerei
- Gartenbau und -pflege
- Küche
- Catering
- Café Balm
- Wäscherei

## Finanzierung
Die Stiftung Balm finanziert sich zu rund 45 % durch Erträge aus innerkantonalen und zu 25 % aus ausserkantonalen Leistungsabgeltungen. Ungefähr 20 % stammen von Erträgen aus Produktion und Eigenleistungen und 10 % sind übrige Erträge.